# Lothar Kehr
Lothar Kehr (* 1. November 1942 in Berlin; † 14. Dezember 2021 ebenda) war ein deutscher Komponist.

## Leben
Am Konservatorium in Zwickau erhielt Kehr von 1957 bis 1961 eine Ausbildung am Fagott. Danach studierte in den Jahren 1962–1966 an der Musikhochschule Leipzig und wurde dann freiberuflicher Musiker und Komponist. Seit Mitte der 60er Jahre komponierte er erfolgreich Schlagermelodien und war ab 1969 als Musikproduzent bei Rundfunk und Fernsehen mit eigenem Studioorchester tätig. 
In den Jahren 1971 bis 1975 spielte er das Tenorsaxophon der Gruppe Panta Rhei. Ab 1969 arbeitete er auch als Musikredakteur beim Berliner Rundfunk und ab 1973 auch als Produzent für das Rundfunk-Tanzorchester Berlin. Ab 1981 übte er Tätigkeiten als freiberuflicher Komponist, Arrangeur und Studiomusiker aus. Seitdem komponierte er ca. 3.000 Spezialarrangements für Rundfunk, Fernsehen, Schallplatten, erschuf verschiedene Filmmusiken (Polizeiruf 110 und diversen Kinderfilmen) und arrangierte verschiedene LP- und CD-Produktionen, Instrumentals und Werbejingles.
Kehr lebte zuletzt in einer Seniorenresidenz in Berlin.

## Werk (Auswahl)

### Schlagerkompositionen
- Diverse Songs für Andreas Holm, Giso Weißbach, Helena Vondrackova, Ina-Maria Federowski, Jürgen Erbe-Chor, Michael Hansen, Olaf Berger, Roland Neudert, Uta Bresan

### Filmmusiken
- 1973/1974 Ganz so einfach ist das nicht
- 1977/1978 Härtetest
- 1978 Ein Kolumbus auf der Havel

### Fernsehmusiken
- Polizeiruf 110: Alibi für eine Nacht
- Polizeiruf 110: In Maske und Kostüm
- Polizeiruf 110: Walzerbahn